# Европско првенство у атлетици на отвореном 1934 — бацање копља за мушкарце
Такмичење у бацању копља у мушкој конкуренцији било је једна од 22 дисциплине на 1. Европском првенству у атлетици 1934. у Торинуу одржано је 7. септембра на Стадиону Бенито Мусолини.

## Земље учеснице
Учествовало је 8 такмичара из 6 земаља.
1. Естонија (1)
2. Италија (2)
3. Летонија (1)
4. Мађарска (1)
5. Немачка (1)
6. Финска (2)

Због малог броја учесника није било квалификација. Сви пријављени су учествовали у финалу.

## Освајачи медаља
|                      |                    |                      |
| Мати Јервинен Финска | Мати Сипала Финска | Густав Суле Естонија |

## Резултати

### Финале
| Место | Атлетичар      | Земља    | Резултат | Бел.    |
| ----- | -------------- | -------- | -------- | ------- |
|       | Мати Јервинен  | Финска   | 76,66    | СР, РЕП |
|       | Мати Сипала    | Финска   | 69,97    |         |
|       | Густав Суле    | Естонија | 69,31    |         |
| 4     | Ото Jürgis     | Летонија | 67,60    |         |
| 5     | Јожеф Варсегиi | Мађарска | 65,81    |         |
| 6     | Готфрид Вајман | Немачка  | 65,69    |         |
| 7     | Марио Агости   | Италија  | 58,41    |         |
| 8     | Ђино Ричи      | Италија  | 56,63    |         |